# Mount Butler, Antarktis
Mount Butler är ett berg i Antarktis. Det ligger i Västantarktis. Nya Zeeland gör anspråk på området. Toppen på Mount Butler är 94 meter över havet.
Terrängen runt Mount Butler är varierad. Trakten är obefolkad. Det finns inga samhällen i närheten.